# Atherigona lombokensis
Atherigona lombokensis är en tvåvingeart som beskrevs av Willi Hennig 1952. Atherigona lombokensis ingår i släktet Atherigona och familjen husflugor. Inga underarter finns listade i Catalogue of Life.